# Władisław Trietjak
Władisław Aleksandrowicz Trietjak (ros. Владислав Александрович Третьяк; ur. 25 kwietnia 1952 w Orudjewie, rejon dmitrowski) – radziecki hokeista występujący na pozycji bramkarza, reprezentant ZSRR, czterokrotny olimpijczyk. Uznawany za jednego z najlepszych bramkarzy w historii hokeja. Trener i działacz hokejowy, od 2006 prezydent Federacji Hokeja Rosji.

## Dzieciństwo
Matka Trietjaka była nauczycielką wychowania fizycznego, ojciec uczył literatury rosyjskiej. Trietjak początkowo interesował się lekkoatletyką, koszykówką, siatkówką i narciarstwem. Podobnie jak wielu chłopców w jego wieku w ówczesnych czasach, zainteresował się hokejem i w wieku 11 lat zapisał się do szkółki klubu CSKA, która obecnie nosi imię Walerija Charłamowa. Jego pierwszym trenerem był Witalij Jerfiłow. Początkowo chciał grać na pozycji napastnika, jednak z powodu braku bramkarzy w klubie został przekwalifikowany na tę pozycję.

## Kariera zawodnicza
- CSKA Moskwa (1968-1984)

Trietjak nie rozegrał ani jednego meczu hokejowego przed ukończeniem 11 roku życia. W 1967 został chwilowo włączony do pierwszej drużyny seniorów CSKA przez Anatolija Tarasowa, a od następnego roku już na stałe.
W reprezentacji zadebiutował na turnieju mistrzostw świata w 1970. Od tej pory w każdym sezonie zaliczył przynajmniej jedną wielką imprezę w barwach narodowych aż do zakończenia kariery. W pierwszych igrzyskach olimpijskich 1972 wywalczył złoty medal. Międzynarodową sławę zdobył podczas gier z serii Summit Series w 1972, kiedy między innymi dzięki jego dobrej postawie w bramce reprezentacja ZSRR (nazywana „amatorską”) wygrała trzy z ośmiu spotkań z reprezentacją Kanady, która po raz pierwszy w historii była złożona tylko z zawodowych hokeistów. Trietjak był najlepszym zawodnikiem Series razem z Philem Esposito i Paulem Hendersonem. Po tych spotkaniach wiele klubów NHL chciało go wydraftować, w 1983 uczynił to Montreal Canadiens. Trietjak był gotowy do gry za oceanem, ale władze Związku Radzieckiego nie wyraziły zgody na wyjazd z kraju najlepszego bramkarza.
Trietjak stał się gwiazdą reprezentacji „Sbornej”, zdobył wraz z nią także złoty medal na Igrzyskach Olimpijskich w 1976 i w 1984, Canada Cup 1981, a także 10 złotych medali mistrzostw świata. Jednak na Igrzyskach Olimpijskich w 1980 Trietjak zaprzepaścił szansę na zdobycie kolejnego złotego medalu po meczu z reprezentacją USA (tzw. „Cud na lodzie”, uznany za najważniejsze wydarzenie w historii hokeja na lodzie).
Łącznie uczestniczył w turniejach mistrzostw świata w 1970, 1971, 1972, 1973, 1974, 1975, 1976, 1977, 1978, 1979, 1981, 1982, 1983, zimowych igrzysk olimpijskich 1972, 1976, 1980, 1984, turniejach Summit Series 1972, 1974 oraz Canada Cup 1981.
Dwukrotnie był chorążym ekipy narodowej podczas ceremonii otwarcia igrzysk (1976 i 1984). Po igrzyskach olimpijskich w Sarajewie (1984) ogłosił zakończenie kariery.
W trakcie kariery określany pseudonimami Krab, Russkaja Stiena (Ruska Ściana), Człowiek Tysiąca Rąk.

## Sukcesy i wyróżnienia

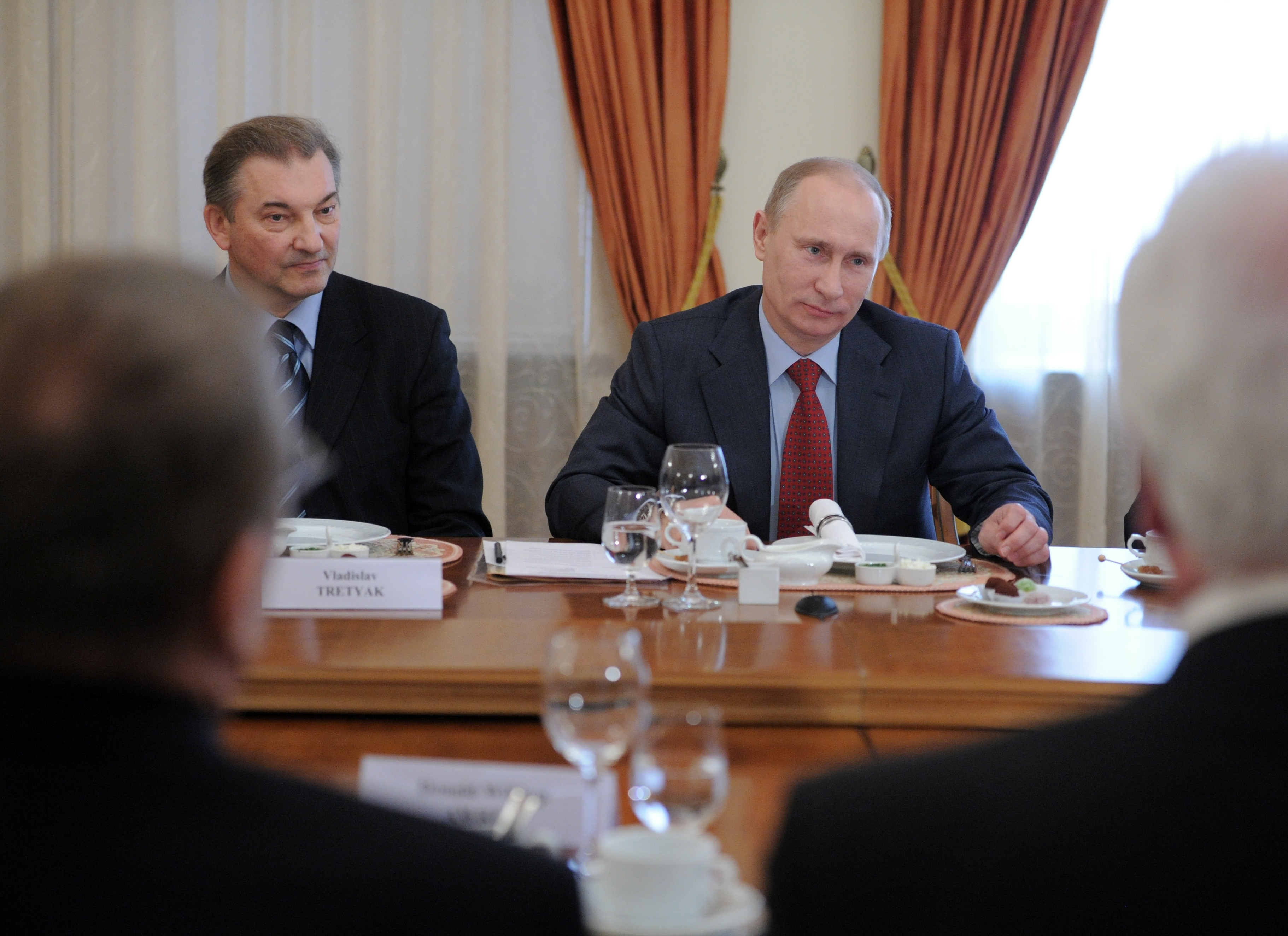
Władisław Trietjak podczas spotkania z prezydentem Władimirem Putinem (24 lutego 2012)

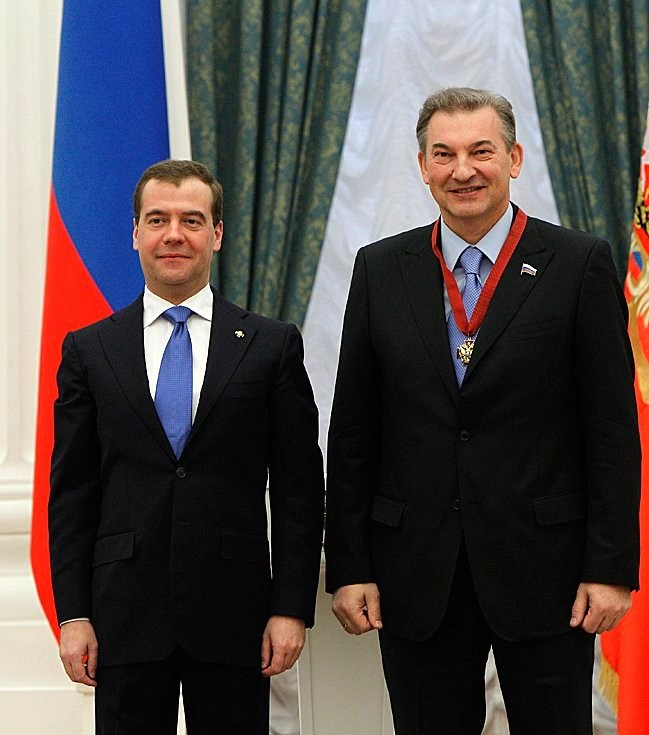
Władisław Trietjak podczas odznaczenia Orderem Zasług dla Ojczyzny. Obok premier Dmitrij Miedwiediew (3 maja 2012)

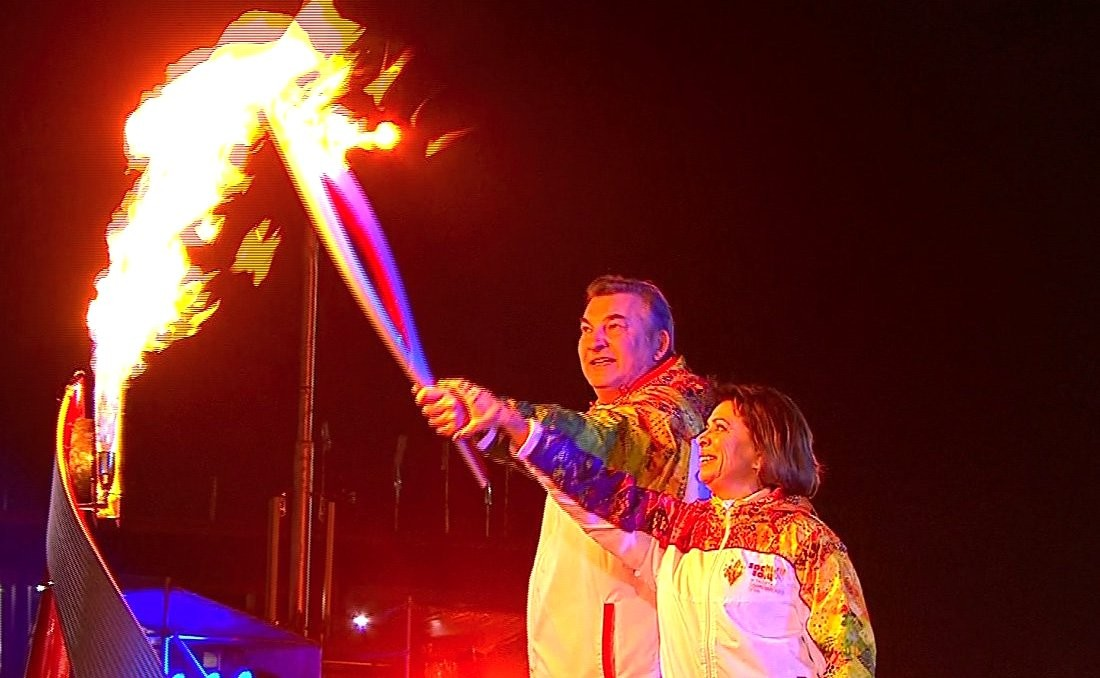
Władisław Trietjak zapala znicz olimplijski podczas ceremonii otwarcia ZIO 2014 w Soczi (7 lutego 2014). Obok Irina Rodnina

Reprezentacyjne
- Złoty medal mistrzostw świata: 1970, 1971, 1973, 1974, 1975, 1978, 1979, 1981, 1982, 1983
- Złoty medal zimowych igrzysk olimpijskich: 1972, 1976, 1984
- Srebrny medal mistrzostw świata: 1972, 1976
- Brązowy medal mistrzostw świata: 1977
- Srebrny medal zimowych igrzysk olimpijskich: 1980
- Złoty medal Canada Cup: 1981

Klubowe
- Złoty medal mistrzostw ZSRR: 1970, 1971, 1972, 1973, 1975, 1977, 1978, 1979, 1980, 1981, 1982, 1983, 1984 z CSKA Moskwa
- Srebrny medal mistrzostw ZSRR: 1969, 1974, 1976 z CSKA Moskwa
- Puchar ZSRR: 1969, 1973, 1977, 1979, 1988 z CSKA Moskwa
- Finał Pucharu ZSRR: 1976 z CSKA Moskwa
- Puchar Europy: 1969, 1970, 1971, 1972, 1973, 1974, 1976, 1978, 1979, 1980, 1981, 1982, 1983, 1984 z CSKA Moskwa

Indywidualne
- Mistrzostwa Europy juniorów do lat 19 w hokeju na lodzie 1971:
  - Najlepszy bramkarz turnieju[4]
  - Skład gwiazd turnieju
- Liga radziecka 1970/1971:
  - Skład gwiazd
- Liga radziecka 1971/1972:
  - Skład gwiazd
- Liga radziecka 1972/1973:
  - Skład gwiazd
- Liga radziecka 1973/1974:
  - Skład gwiazd
  - Najlepszy zawodnik
- Mistrzostwa świata w 1974:
  - Najlepszy bramkarz turnieju
- Liga radziecka 1974/1975:
  - Skład gwiazd
  - Najlepszy zawodnik
- Mistrzostwa Świata w Hokeju na Lodzie 1975:
  - Skład gwiazd turnieju[5]
- Liga radziecka 1975/1976:
  - Skład gwiazd
  - Najlepszy zawodnik
- Liga radziecka 1976/1977:
  - Skład gwiazd
- Liga radziecka 1977/1978:
  - Skład gwiazd
- Liga radziecka 1978/1979:
  - Skład gwiazd
- Mistrzostwa świata w 1979:
  - Skład gwiazd turnieju
  - Najlepszy bramkarz turnieju
- Liga radziecka 1979/1980:
  - Skład gwiazd
- Canada Cup 1981:
  - Skład gwiazd turnieju
  - Najbardziej Wartościowy Zawodnik (MVP) turnieju
- Liga radziecka 1980/1981:
  - Skład gwiazd
  - Najlepszy zawodnik
- Liga radziecka 1981/1982:
  - Skład gwiazd
- Liga radziecka 1982/1983:
  - Skład gwiazd
  - Najlepszy zawodnik
- Mistrzostwa świata w 1983:
  - Skład gwiazd turnieju
  - Najlepszy bramkarz turnieju
- Liga radziecka 1983/1984:
  - Skład gwiazd

Rekordy
- Został światowym rekordzistą pod względem liczby zdobytych medali olimpijskich (cztery, wraz z nim Jiří Holík i Igor Krawczuk).
- Najbardziej utytułowany zawodnik w historii Pucharu Europy: 13 tytułów (wraz z nim Aleksiej Kasatonow i Wiaczesław Fietisow)

Wyróżnienia
- Zasłużony Mistrz Sportu ZSRR w hokeju na lodzie: 1971
- Hockey Hall of Fame: 1989
- Galeria Sławy IIHF: 1997
- Skład Stulecia IIHF: 2008[6]
- Jego numer 20 został zastrzeżony w klubie CSKA Moskwa
- Rosyjska Galeria Hokejowej Sławy: 2014

## Odznaczenia
Odznaczenia
ZSRR
- Medal „Za pracowniczą dzielność”: 1972
- Order Znak Honoru: 1975
- Order Lenina: 1978[7][8]
- Medal jubileuszowy „60 lat Sił Zbrojnych ZSRR”: 1978
- Order Przyjaźni Narodów: 1981
- Order Czerwonego Sztandaru Pracy: 1984

Rosja
- Order Zasług dla Ojczyzny IV Klasy: 2002
- Zasłużony Pracownik Kultury Fizycznej w Federacji Rosyjskiej: 2006
- Order Honoru: 2010[9]
- Order Zasług dla Ojczyzny III Klasy: 2012[10]
- Order Zasług dla Ojczyzny II Klasy: 2017
- Order Aleksandra Newskiego: 2022

## Życie prywatne i inna kariera
Żona Trietjaka, Tatiana, była wykwalifikowana do nauczania literatury rosyjskiej, jednak już nigdy więcej nie pracowała. Mieli dwójkę dzieci: syna Dmitrija, który został dentystą i córkę Irinę, która została prawniczką. Syn Dmitrija, Maksim (ur. 1996) także został hokeistą i gra na pozycji bramkarza tak jak dziadek.
Trietjak był jednym z zaproszonych gości, którzy przemawiali podczas ceremonii zastrzeżenia w zespole Montreal Canadiens numeru z którym grał Ken Dryden (odbyła się 29 stycznia 2007). Dryden był jednym z bramkarzy reprezentacji Kanady podczas Summit Series 1972.
Trietjak zakończył karierę po wygranym meczu podczas Igrzysk Olimpijskich w Sarajewie z reprezentacją Czechosłowacji 2:0. W 1990 Mike Keenan zatrudnił Trietjaka na stanowisko trenera bramkarzy w Chicago Blackhawks. Podczas pracy w Chicago trenował jednych z najlepszych bramkarzy w NHL: Eda Belfoura, Dominika Haška czy Jocelyna Thibaulta. Trener Blackhawks Mike Keenan był zachwycony Trietjakiem i stwierdził, że 38-letni Rosjanin byłby jeszcze zdolny do gry w NHL. W Chicago pracował przez 14 sezonów. Odkąd opuścił amerykański klub, Ed Blefour występował z numerem 20 (z takim samym jak Trietjak podczas kariery zawodniczej). Obecnie, w hołdzie dla Władisława, z numerem 20 występuje inny rosyjski hokeista, Jewgienij Nabokow. Ponadto był trenerem bramkarzy kadry Rosji na mistrzostwach świata w 2000.
W 1987 Trietjak napisał książkę „Trietjak, Legenda”. W 1989 został członkiem Hockey Hall of Fame, jako pierwszy sowiecki hokeista, który nie rozegrał ani jednego spotkania w NHL.
W 2003 został deputowanym w Dumie, wybrany z partii Jedna Rosja, z okręgu Saratów.
25 kwietnia 2006 (w 54. urodziny) został wybrany prezydentem Federacji Hokeja Rosji. Dostał 93 na 96 głosów. Trzy dni później gubernator generalny Kanady odznaczył go Meritorious Service Decoration podczas ceremonii w Rideau Hall. Był wybierany ponownie na prezydenta FHR 9 lutego 2010 i 18 czerwca 2014.
W Toronto otworzył szkołę bramkarską, nazwaną jego imieniem.
28 marca 2007 wybrał się do Ottawy, aby rozmawiać o reaktywowaniu Summit Series w lecie 2007. Premier Rosji Michaił Fradkow dyskutował z premierem Kanady Stephen Harper na temat rozpoczęcia nowej, podobnej serii. Postanowiono o rozegraniu Summit Series 2007 pomiędzy juniorskimi reprezentacjami Rosji i Kanady.
W sezonie 2009/2010 był menedżerem reprezentacji Rosji na turniejach mistrzostw świata 2010 oraz zimowych igrzysk olimpijskich 2010.
Od lipca 2013 członek zarządu CSKA Moskwa.
7 lutego 2014 podczas ceremonii otwarcia Zimowych Igrzysk Olimpijskich 2014 w Soczi razem z byłą radziecką łyżwiarką figurową, Iriną Rodniną oficjalnie zapalił znicz olimpijski.